# Johannesziekenhuis
Het Johannesziekenhuis is een voormalig ziekenhuis in Zaandam. Het ziekenhuis werd in 1932 geopend als St. Jan Ziekenhuis. Er was ook een bejaardenhuis aan verbonden.
Na de fusie met het Julianaziekenhuis tot 'De Heel' (later het Zaans Medisch Centrum) werd het ziekenhuis gesloten en -op het hoofdgebouw na- gesloopt. Dit hoofdgebouw is inmiddels herontwikkeld en onderverdeeld in 34 appartementen.